# بلفورته مونفراتو
بلفورته مونفراتو (به ایتالیایی: Belforte Monferrato) یک کومونه در ایتالیا است که در استان آلساندریا واقع شده‌است.

## خصوصیات
بلفورته مونفراتو ۸٫۸ کیلومترمربع مساحت و ۴۴۹ نفر جمعیت دارد و ۲۳۳ متر بالاتر از سطح دریا واقع شده‌است.

## نگارخانه

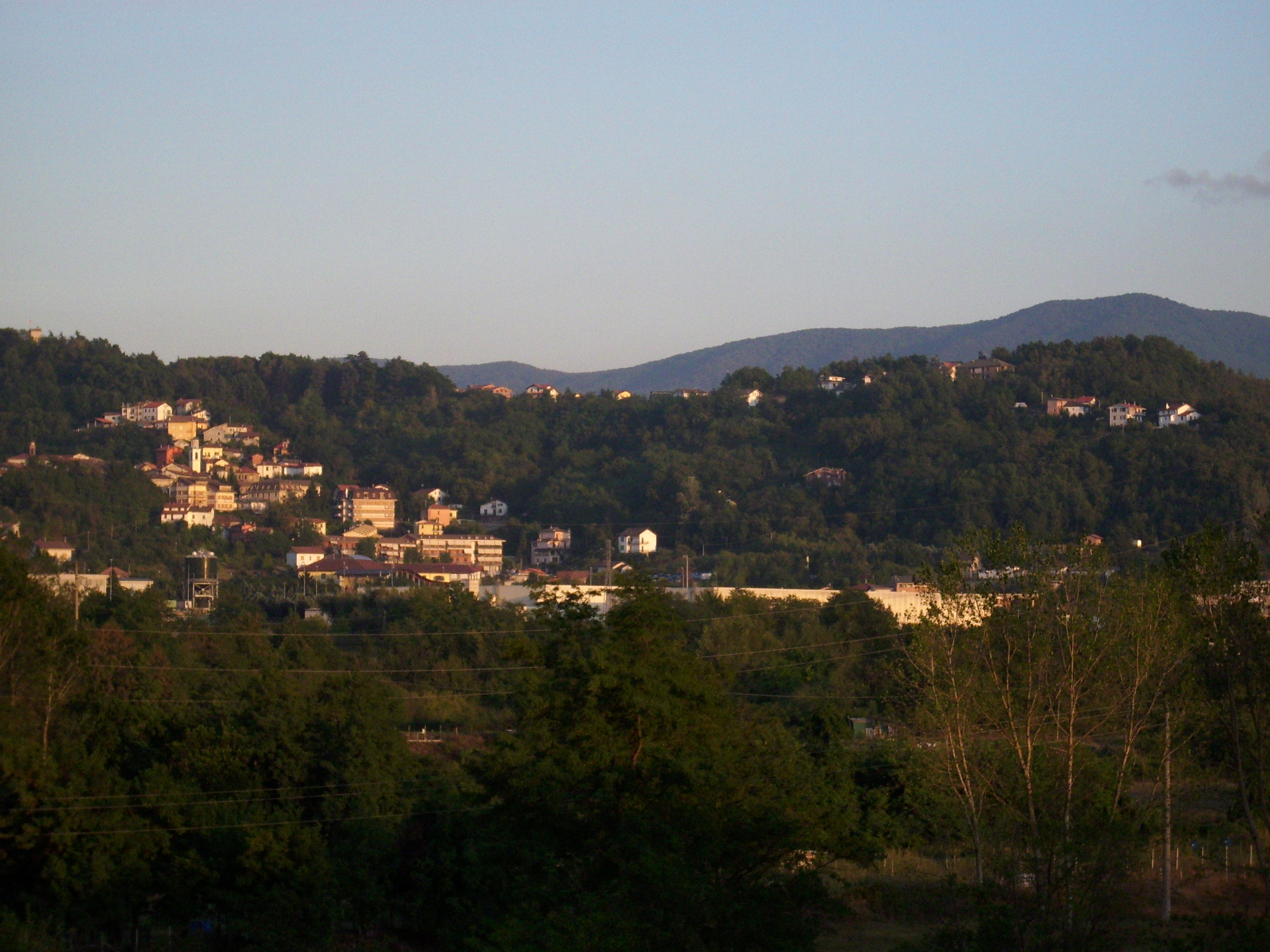